# Dziedzickia flavonigra
Dziedzickia flavonigra är en tvåvingeart som beskrevs av Lane 1954. Dziedzickia flavonigra ingår i släktet Dziedzickia och familjen svampmyggor. Inga underarter finns listade i Catalogue of Life.